# شبكة الشرق الأوسط وشمال أفريقيا للخدمات المالية
شبكة الشرق الأوسط وشمال أفريقيا المالية (بالإنجليزية: Middle East and North Africa Business Report)‏ المعروف أيضا بتقرير منطقة الشرق الأوسط وشمال أفريقيا، هي وكالة أخبار تجارية تأسست في عام 2001 وتديرها شركة البوابة في عمان ودبي . تنشر الأخبار والأحداث الاقتصادية في منطقة الشرق الأوسط وشمال أفريقيا، وتتناول قضايا الأعمال والاقتصاد في جميع أنحاء العالم العربي.

## عن الشبكة
تأسس تقرير منطقة الشرق الأوسط وشمال أفريقيا في عام 2001. يغطي التقرير الاقتصاد والتجارة، تكنولوجيا المعلومات والاتصالات، والأسواق المالية، وقطاعات النفط والطاقة، والزراعة، والصناعة العامة، والتجزئة والخدمات، وقطاعات النقل والسياحة. في وقت إطلاقتها، قدمت محتوى مشابهًا لتقرير منطقة الشرق الأوسط وشمال أفريقيا. توظف شركة البوابة صحفيين ومحررين لتغطية الأخبار والأحداث في منطقة الشرق الأوسط وشمال أفريقيا. يتم تقديم المحتوى على موقع البوابة الخاص ويتم توزيعه على نشرات أخرى ومجمعي المحتوى. في عام 2009، زعم بوابة منطقة الشرق الأوسط وشمال أفريقيا أن عدد زيارات الموقع الشهرية يبلغ 123,409 زيارة .